# R-Drive Image
R-Drive Image es un software que proporciona la clonación de disco de imagen de disco de copia de seguridad de los archivos.

## Formato
R-Drive Image utiliza su propio formato de archivo cerrado, con la extensión .arc